# Ignasi Pujol i Llordés
Ignasi Pujol i Llordés (Barcelona, 5 de gener de 1982 - Barcelona, 21 de gener de 2014) fou un periodista català que treballà als diaris Expansión i Ara.

## Biografia
Es llicencià en Periodisme a la UAB el 2004 on participà en la Junta i al Claustre de la facultat. Es va iniciar en la professió a les redaccions de l'ABC, l'agència Europa Press, l'agència Gecasport i el diari 20 Minutos. El 2005 començà a treballar al diari Expansión, on es va especialitzar en el món de l'energia, les infraestructures, el transport i l'aviació. Des del 2010 formà part de l'equip fundador del diari Ara, on esdevingué cap de la secció d'economia després d'un breu parèntesi de quatre setmanes al gabinet de premsa de la Conselleria d'Empresa i Ocupació. A les redaccions on va treballar era molt apreciat pels companys. Tenia molts projectes professionals entre mans, com fer un llibre sobre l'aeroport del Prat i la història de les aerolínies que hi han operat i operen. De profundes conviccions cristianes, morí als 32 anys després d'una llarga lluita contra un càncer que se li diagnosticà el 2012 i que per als seus companys i amics va ser una "lliçó de coratge, d'optimisme, de capacitat de lluita, de fortalesa davant el dolor".
El diari Ara va posar el seu nom en un dels Premis Ara, el que fa referència a l'emprenedoria; mentre que va posar el de Tatiana Sisquella i Cañabate pel de la solidaritat. Coincidint amb el quart aniversari d'aquest diari, el 28 de novembre del 2014, se celebrà la primera edició d'aquests guardons. El primer a rebre el premi fou Femcat, mentre que la iniciativa Xamfrà va rebre el de la solidaritat. El germà d'Ignasi Pujol, Xavier, va agrair la creació del guardó en un emotiu discurs durant l'esdeveniment.